# Fetești, Suceava
Fetești este un sat în comuna Adâncata din județul Suceava, Moldova, România.

## Personalități
- Calistrat Bobu (1900 - 1975), călugăr ortodox român, canonizat că sfânt

 Acest articol despre o localitate din județul Suceava este deocamdată un ciot. Puteți ajuta Wikipedia prin completarea lui.